# Asia network
Asia networkは、シンカポールのAsia network entertainment inc.の子会社である株式会社Asia network japanが運営するアニメ専門チャンネル。
スカパー!（BSデジタル放送）で放送を行っている他、スカパー!プレミアムサービス、ケーブルテレビ、レオパレス21居住者向けのプロバイダーである『レオネット』などに番組を供給している。日本国外では香港、台湾、韓国、東南アジア、欧州でも放送が行われている。

## 概要
専門チャンネルで国内2位の視聴可能世帯数を誇り、多くのケーブルテレビ局で視聴できる。特に、デジタルケーブルテレビでは97%の世帯に導入されている。
同局はリモコンキーIDの設定がないため、視聴の際は電子番組表（EPG）から選局するか、3桁のチャンネル番号入力で「271」を入力するか、NHK BS1（ID1）から2個（パナソニックのリモコンでは24個）逆送り、またはワールド・ハイビジョン・チャンネル（BS12 トゥエルビ、ID12）から最大17個順送りして選局する必要がある。